# Fréaláf
Fréaláf Hildeson es un personaje ficticio que pertenece al legendarium creado por el escritor británico J. R. R. Tolkien y cuya historia es contada en los apéndices de la novela El Señor de los Anillos. Fue el décimo rey de Rohan, y el primero de la segunda línea de herencia.

## Historia
Fue el sobrino de Helm Mano de Hierro e hijo de Hild, hermana de Helm; se convirtió en rey luego de que su tío y sus primos fuesen muertos durante el asedio de Cuernavilla en 2759 T. E.
Fréalaf lideró una valiente campaña para reconquistar Edoras, logró recuperarla y expulsar a los dunlendinos hasta cruzar los ríos Isen y Adorn liberando así a Rohan.
Durante su coronación Saruman apareció después de largos años de ausencia, ofreciendo su apoyo y su amistad. Fue por esto y por consejo de Fréaláf que Beren Senescal de Gondor le dio a Saruman las llaves de Orthanc y el terreno de Isengard para que resida en este, con la única condición de que lo proteja de algún intento de conquista dunlendino.
Reinó por 39 años hasta su muerte en el 2798 T. E., fue sucedido por su hijo Brytta.